# クリソピギ・デベツィ
クリソピギ・デベツィ（Hrysopiyi Devetzi、ギリシア語: Χρυσοπηγή Δεβετζή, 1976年1月2日 - ）は、ギリシャの女子陸上競技選手。2004年アテネオリンピックで銀メダル、2008年北京オリンピックで銅メダルを獲得したが、のちにドーピング違反が発覚し2007年以降の記録を抹消された。ギリシャ北東部の東マケドニア・トラキア地方エヴロス県アレクサンドルポリ出身。

## 経歴
デベツィは、三段跳を中心とした跳躍競技を得意とする選手である。2001年に三段跳で自身初めての14mに到達すると、2002年のヨーロッパ選手権では7位。2003年の世界選手権では8位と決勝に進出を果たす。
2004年の自国開催のアテネオリンピックの年、デベツィは一気にその才能を開花させた。シーズンはじめの世界室内選手権では、14m73で、ロシアのタチアナ・レベデワ、スーダンのヤミレ・アルダマに次いで銅メダル。オリンピックでは予選で15m32のギリシャ新記録で全体のトップで決勝進出。決勝でも、15m25でカメルーンのフランソワーズ・ムバンゴに敗れたものの、レベデワを抑え、銀メダルを獲得した。
デベツィは、2006年のヨーロッパ選手権でも、15m05で、レベデワに次いで銀メダルを獲得。この大会では走幅跳にも出場し、10位となっている。さらに、翌2007年の大阪の世界選手権でも15m04で銅メダルを獲得した。
2008年北京オリンピックでは、2回目に15m23を出し3位となり、前回アテネで金メダルを獲得したムバンゴ、前回銅メダルのレベデワに次いで銅メダルを獲得。2大会連続表彰台に立ったが、ドーピング違反により剥奪。

## 自己ベスト
- 走幅跳(屋外) - 6m83 (2006年6月10日)
- 走幅跳(室内) - 6m85 (2008年2月9日)
- 三段跳(屋外) - 15m32 (2004年8月21日)
- 三段跳(室内) - 15m00 (2008年3月8日)

## 主な実績
| 年   | 大会                           | 場所                       | 種目   | 結果            | 記録          |
| ---- | ------------------------------ | -------------------------- | ------ | --------------- | ------------- |
| 2002 | ヨーロッパ選手権               | ミュンヘン(ドイツ)         | 三段跳 | 7位             | 14m15         |
| 2003 | 世界選手権                     | パリ(フランス)             | 三段跳 | 8位             | 14m34         |
| 2004 | 世界室内選手権                 | ブダペスト(ハンガリー)     | 三段跳 | 3位             | 14m73         |
| 2004 | オリンピック                   | アテネ(ギリシャ)           | 三段跳 | 2位             | 15m25         |
| 2005 | 世界選手権                     | ヘルシンキ(フィンランド)   | 三段跳 | 5位             | 14m64         |
| 2005 | ワールドアスレチックファイナル | モンテカルロ(モナコ)       | 三段跳 | 1位             | 14m89         |
| 2006 | ヨーロッパ選手権               | イェーテボリ(スウェーデン) | 三段跳 | 2位             | 15m05         |
| 2006 | ワールドアスレチックファイナル | シュトゥットガルト(ドイツ) | 三段跳 | 2位             | 14m67         |
| 2006 | ワールドカップ                 | アテネ(ギリシャ)           | 走幅跳 | 3位             | 6m64          |
| 2006 | ワールドカップ                 | アテネ(ギリシャ)           | 三段跳 | 2位             | 15m04         |
| 2007 | 世界選手権                     | 大阪(日本)                 | 三段跳 | 3位（抹消）     | 15m04（抹消） |
| 2007 | ワールドアスレチックファイナル | シュトゥットガルト(ドイツ) | 三段跳 | 2位（抹消）     | 14m75（抹消） |
| 2008 | 世界室内選手権                 | バレンシア(スペイン)       | 三段跳 | 2位（抹消）     | 15m00（抹消） |
| 2008 | オリンピック                   | 北京(中国)                 | 走幅跳 | 14位(q)（抹消） | 6m57（抹消）  |
| 2008 | オリンピック                   | 北京(中国)                 | 三段跳 | 3位（抹消）     | 15m23（抹消） |

- qは予選